# Can't Stop!! -LOVING-
Singles de SMAP
Seigi no Mikata wa Ateninaranai
(1991)
Can't Stop!! -LOVING- est le premier single du groupe masculin japonais SMAP.

## Détails
C'est le 9 septembre 1991 que sort le single du groupe, sous format mini-CD single de 8 cm, comme quasiment tous les singles du groupe de l'époque (années 1990), et est classé 2e dans les ventes de l'Oricon et se vend au total de 150,440 copies. Les membres ont réellement commencé leur carrière professionnelle avec ce single après la formation du groupe en 1988 et après avoir été des danseurs de secours pour le groupe-frère Hikaru GENJI de la Johnny & Associates, en 1987.
Le single comprend la chanson-titre, la face-B du single qui s'appelle à l'origine SMAP MEDLEY comprenant cinq chansons chantées par SMAP les unes après les autres, puis une version karaoké de la chanson-titre comme dernière piste. La chanson-titre figurera comme première piste sur le premier album du groupe SMAP 001 qui sortira cinq mois plus tard et sur les prochaines compilations du groupe comme Smap Vest de 2001.

## Formation
- Masahiro Nakai (leader) : chœurs (pistes n°1 et 2)
- Takuya Kimura : chant principal, chœurs (piste n°2)
- Katsuyuki Mori : chant principal, chœurs (piste n°2)
- Tsuyoshi Kusanagi : chœurs (pistes n°1 et 2)
- Goro Inagaki : chœurs (pistes n°1 et 2)
- Shingo Katori : chœurs (pistes n°1 et 2)

## Liste des titres
La chanson originale est écrite par Hiromi Mori, composée par Jimmy Johnson et arrangée par Motoki Funayama ; les chansons de la deuxième piste sont composées et arrangées par Narumitsugi Nagaoka (sauf pour la deuxième chanson).
| 1. | Can't Stop!! -LOVING-                                                                                     | 5:24 |
| 2. | SMAP MEDLEY - SMAP - Tsurenai yo (つれないよ) - Odori Akaseba (踊り明かせば) - SMAP No.5 - BANG-BANG-BANG |      |
| 3. | Can't Stop!! -LOVING- Original Karaoke                                                                    |      |